# Filip Racetin
Filip Racetin, (Dograde kraj Trogira, 29. ožujka 1928. – Split, 21. svibnja 1996.), geodet, kartograf, pukovnik. 

## Život

### Školovanje
Osnovnu školu pohađao je u Marini, a gimnaziju u Hvaru i Beogradu. Višu geodetsku vojnu akademiju završio je u Beogradu 1959. Diplomirao je 1963. na Geodetskom odsjeku Građevinskog fakulteta Sveučilišta u Beogradu. Magistrirao je 1975. radom "Suvremeni način izrade originala geografskih naziva" na Geodetskom fakultetu Sveučilišta u Zagrebu. Doktorirao je na istom fakultetu 1978. disertacijom "Kartografska istraživanja namijenjena hidrografskom premjeru otvorenog Jadrana Raydistom".

### Djelovanje
Od 1949. do 1959. radio je s prekidima u Vojnogeografskom institutu u Beogradu, a od 1959. do 1967. u Vojnogeografskom institutu u Sarajevu. Neko vrijeme rukovodio je kartografskim radovima kao načelnik Kartografskog odjela, a zatim se bavio unapređenjem izrade karata. Od 1960. do 1967. honorarno je predavao na Višoj geodetskoj školi u Sarajevu, isprva kao asistent, poslije kao profesor. Na Radničkom univerzitetu u Sarajevu honorarno je predavao Kartografiju, Crtanje i Topografiju na tečajevima. Od 1967. radio je u Hidrografskom institutu ratne mornarice (HIRM) u Splitu, gdje je tri godine bio redaktor pomorskih karata, te načelnik Kartografskog odsjeka 1971–87. Od 1968. do 1977. honorarno je predavao geodeziju u Građevinskom školskom centru u Splitu, a od 1972. do 1975. bio je honorarni asistent za Geodeziju u odjelu zagrebačkog Građevinskog fakulteta u Splitu. Predavao je kartografiju na Mornaričkoj školi te kao izvanredni profesor na Mornaričkoj vojnoj akademiji (MVA) navigacijsko-hidrografskoj specijalnosti. Godine 1986. postao je redoviti profesor na MVA-u. Na poslijediplomskom studiju, usmjerenja Kartografija na Geodetskom fakultetu Sveučilišta u Zagrebu predavao je 1987. kolegij Izabrana poglavlja iz topografske kartografije. Godine 1987. izabran je za znanstvenog savjetnika u HIRM-u gdje je iste godine i umirovljen. Objavio je više od stotinu znanstvenih i stručnih radova te dvadesetak knjiga. Objavljivao je u Geodetskom listu, Mornaričkom glasniku, Hidrografskom godišnjaku, Slobodnoj Dalmaciji, It-novinama, Nedjeljnoj Dalmaciji i dr. Surađivao je u Pomorskoj i Vojnoj enciklopediji te u Pomorskom leksikonu. U razdoblju 1949–1967. izradio je originale 26 listova raznih vojnih karata mjerila 1:25 000, 1:100 000, 1:200 000, 1:300 000, 1:1 000 000, 1:1 500 000. Od 1970. rukovodio je izradom pomorskih i navigacijskih karata i atlasa. Autor je obalne navigacijske karte 100-20 Dugi Otok-Zadar 1:100 000 koja je poslužila kao model. Konstruirao je i oblikovao niz pomorskih i kopnenih karata, među kojima i četiri specijalne karte Jadrana mjerila 1:600 000. Pod njegovim je vodstvom 1980. dovršena serija od 16 obalnih navigacijskih karata Jadrana mjerila 1:100 000 što je bilo veliko postignuće hrvatske pomorske kartografije. Izradio je i prvu hrvatsku batimetrijsku kartu Jadrana. Surađivao je s raznim geodetskim organizacijama i drugim institucijama, te sudjelovao na međunarodnim stručnim skupovima. Bio je glavni i odgovorni urednik časopisa Hidrografski godišnjak do 1987, član redakcijskog odbora Geodetskog lista od 1987. te član Uredničkog odbora i Izdavačkog savjeta od 1991. Za rad u Savezu geodetskih inženjera i geometara (GIG) proglašen je 1973. zaslužnim članom. Bio je potpredsjednik Društva GIG-a grada Sarajeva, potpredsjednik Saveza GIG-a Bosne i Hercegovine, tajnik i predsjednik Društva GIG-a Splita, član Predsjedništva Saveza GIG-a Hrvatske. Godine 1988. postao je dopisni član International Geographical Uniona. Bio je član Društva geodetskih inženjera i geometara, Društva za proučavanje i unapređenje pomorstva u Splitu, Hrvatskoga geodetskog društva, član Predsjedništva Udruge geodeta Zadarsko-kninske, Šibenske, Splitsko-dalmatinske i Dubrovačko-neretvanske županije. Odlikovan je sa sedam odličja među kojima i ordenom rada, nagradom za znanost općine Split 1980.

## Djela
- Uputstvo za kartografske radove na karti 1:25 000 (koautor). Vojnogeografski institut,Sarajevo 1961.
- Topografski ključ za karte razmjera 1:25 000, 1:50 000 i 1:100 000 po Griniču (koautor). DSNO, VGI-7, Beograd 1962.
- Primjena crtaćeg papira i plastičnih folija u izradi originala topografskih planova i karata krupnog razmjera 1:500-1:5000. Sarajevo 1963.
- Izrada i reprodukcija geodetskih planova i karata, II. dio. Sarajevo 1964.
- Montiranje naziva na izdavačkim originalima karata i planova. Savjetovanje o kartografiji, Beograd 1971, Zbornik radova.
- Suvremeni postupak lijepljenja geografskih naziva na izdavačkim originalima karata i planova. Savjetovanje o kartografiji, Beograd 1971, Zbornik radova, str. 127-141.
- Epikontinentalni pojas (koautor). 1974.
- Kartografija (koautori: M. Peterca, N. Radošević i S. Milisavljević). Vojnogeografski institut, Beograd 1974.
- Znaci i skraćenice na pomorskim kartama (koautor). Hidrografski institut, Split 1974.
- Suvremeni način izrade originala geografskih naziva, magistarski rad. Sveučilište u Zagrebu, Geodetski fakultet, 1975.
- Katalog pomorskih karata i navigacijskih publikacija (koautor). Hidrografski institut jugoslavenske ratne mornarice (JRM), Split 1976.
- Kartografska istraživanja namijenjena hidrografskom premjeru otvorenog Jadrana Raydistom, disertacija. Sveučilište u Zagrebu, Geodetski fakultet, 1978.
- Nova koncepcija u izradi serije pomorskih karata 1:300 000. Znanstveni skup povodom proslave 25. godina postojanja Zavoda za kartografiju Geodetskog fakulteta Sveučilišta u Zagrebu, 1982, Zbornik radova, niz A, sv. 33, str. 87-98.
- Geografski nazivi - važan element sadržaja svake pomorske karte. Savjetovanje o pitanjima standardizacije geografskih naziva u jezicima naroda i narodnosti SFRJ, Sarajevo 1984, Zbornik radova, str. 84-91.
- Kriterij za konstrukciju serije pomorskih navigacijskih karata u Mercatorovoj kartografskoj projekciji s jedinstvenom konstrukcijskom širinom. 5. jugoslavensko savjetovanje o kartografiji, Novi Sad 1986, Zbornik radova I, str. 103-108.
- Turistička karta Šibenske rivijere, 1:115 000 (koautor M. Đekić). 1987.
- Turistička karta Kaštela, 1:40 000 (koautor P. Lovrić). 1989.
- Turistički plan grada Splita, 1:10 000. 1993.
- Turistički zemljovid XVII. županije, Splitsko-dalmatinske županija, 1:250 000. 1994. – Turistički plan grada Trogira, 1:25 000. 1996.